# Bikati
Bikati är en ö i Kiribati.   Den ligger i örådet Butaritari och ögruppen Gilbertöarna, i den norra delen av landet, 220 km norr om huvudstaden Tarawa. Arean är 0,63 kvadratkilometer.
Terrängen på Bikati är platt. Öns högsta punkt är 15 meter över havet. Den sträcker sig 2,1 kilometer i nord-sydlig riktning, och 1,2 kilometer i öst-västlig riktning.